# Carlos Alcaraz
Carlos Alcaraz Garfia, född 5 maj 2003 i El Palmar, Murcia, är en spansk högerhänt professionell tennisspelare. Alcaraz har vunnit 19 ATP Tour-nivå singeltitlar, inklusive 2023 och 2024 Wimbledon-mästerskapen, 2022 US Open, 2024 French Open och fyra Masters 1000-titlar. Efter sin seger i 2022 US Open blev Alcaraz den yngsta mannen i historien och den första tonåringen i Open Era att toppa singelrankningen 19 år, fyra månader och sex dagar gammal.

## Tenniskarriär
Som junior rankades Alcaraz som högst på plats 22 och vann två titlar på ITF Junior Circuit.

### 2018–2021
Efter att ha blivit professionell 2018 vann han tre titlar på ITF Men's World Tennis Tour och fyra på ATP Challenger Tour och nådde topp 100 i rankningen i maj 2021. Två månader senare nådde Alcaraz sin första ATP Tour-final vid Croatia Open, en ATP 250-turnering, där han vann sin första titel. Senare tog han sig in bland de 50 bästa efter att ha nått kvartsfinalen i US Open och vann Next Generation ATP Finals i Milano i slutet av 2021.

### 2022–
Efter att ha vunnit sin första ATP 500-titel vid Rio Open i februari 2022 vann Alcaraz sin första Masters 1000-titel vid Miami Open och sin andra ATP 500-titel vid Barcelona Open i april, vilket fick honom att klättra in i topp 10. I september 2022 besegrade Alcaraz Casper Ruud i finalen av US Open och vann sin första singeltitel i en Grand Slam-turnering. I maj 2023 tilldelades han Laureus World Breakthrough of the Year-priset. I juli 2023 vann Alcaraz för första gången Wimbledon genom att besegra Novak Djokovic i finalen och tog sin andra singeltitel i en Grand Slam-turnering.

## Uppväxt
Carlos Alcaraz Garfia föddes den 5 maj 2003 i El Palmar i Murcia kommun i sydöstra Spanien. Hans föräldrar är Carlos Alcaraz González och Virginia Garfia Escandón. Han har tre syskon. Han började spela tennis på Real Sociedad Club de Campo de Murcia, där hans far var tennisakademidirektör. År 2018 började han spela på Juan Carlos Ferreros Equelite JC Ferrero Sport Academy.

## Sponsorer

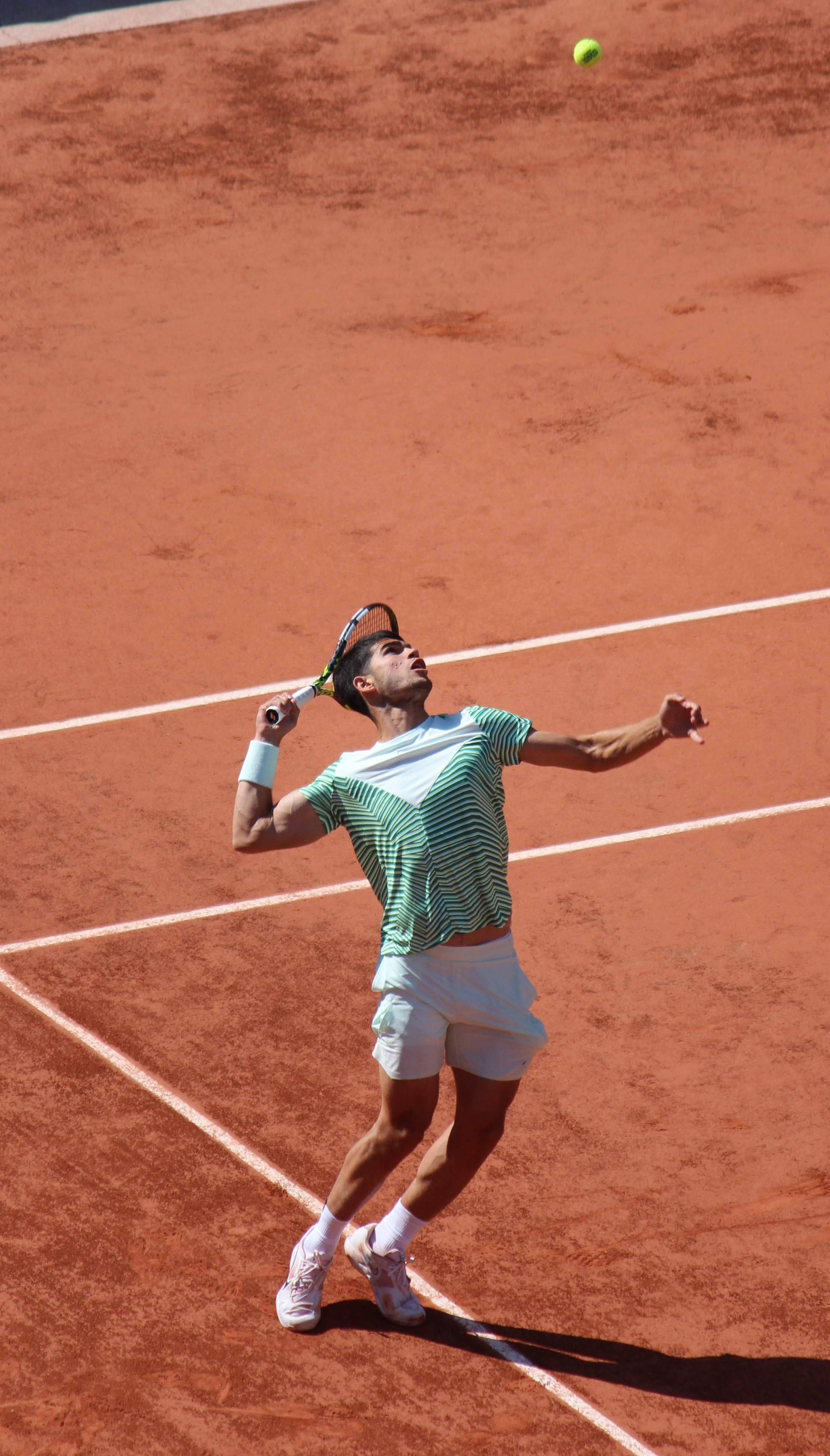
Alcaraz vid franska öppna 2023.

Alcaraz sponsras av Nike för kläder och skor, samt av Babolat för racketar och använder Babolat Pure Aero 98-racket. I januari 2022 blev han en ambassadör för Rolex. Han är också en ambassadör för dermokosmetikföretaget Isdin, spanska livsmedelsföretaget ElPozo och den tyska biltillverkaren BMW under deras BMW Spain-division. I januari 2023 blev han ambassadör för det amerikanska klädmärket Calvin Klein, särskilt för deras kampanj för underkläder från 1996. I juni 2023 blev Alcaraz en ambassadör för Louis Vuitton.

## Spelstil
Alcaraz är en mångsidig tennisspelare som behärskar alla delar av spelet, men främst använder han en aggressiv grundlinjespelstil med fokus på att producera många vinnarslag med sin forehand, som vanligtvis är hans mest pålitliga och kraftfulla slag. Han kan antingen slå sin forehand platt och snabbt för vinnare från alla banpositioner eller lägga mycket topspin och höjd över nätet. Han har också en väl avrundad och mer platt och låg backhandgrundslag som han kan dirigera ned längs linjen för rena vinnarslag. Hans väl kamouflerade slicade drop shots är en nyckel i hans spel, eftersom han ofta kombinerar kraften i sina grundslag som tvingar motståndarna bakåt på banan till en defensiv position, med en drop shot som ofta är så välplacerad och kamouflerad att den är svår att hantera. Han har en imponerande nätspel med bra dropvolleyer och drivvolleyer, och server-volleyar ofta i avgörande poäng.
Hans första serve är konsekvent och kan nå hastigheter på upp till 225 km/h, men oftast ligger den mellan 185 och 201 km/h och har en genomsnittlig placering. Dock har han en utmärkt och pålitlig andraserve som han kan tillsätta topspin på, för att få en hög studs från banan och antingen tvinga motståndaren att backa eller generera en svag retur från motståndare som står närmare. Denna serve når vanligtvis hastigheter på 150 till 170 km/h.
Alcaraz har fått beröm för sina atletiska och fysiska egenskaper. Särskilt hans direkta spurter, förmåga att kontraattackera och en oerhört hög toppfart har lett till jämförelser med en ung Rafael Nadal. Han har jämförts med Novak Djokovic för sin försäkra laterala rörelse och förmåga att täcka banan, vilket underlättas av fysiska splittringar och glidningar på försvaret, särskilt på sin backhandsida där han ofta kan neutralisera motståndarens aggressiva grundslag eller försök till drop shots.